# تحليل نمط وآثار الإخفاق

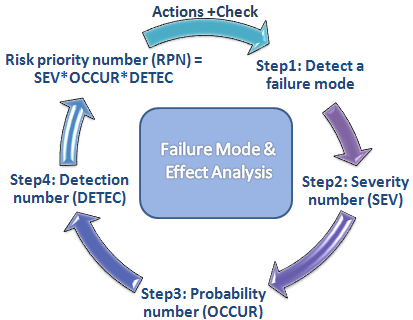

نمط الفشل وتحليل الآثار (بالإنجليزية: Failure mode and effects analysis)‏ اختصاراً FMEA يعد واحداً من أوائل الأدوات المنهجية المستخدمة من أجل تحليل الإخفاق. طوّرت هذه الأداة من قبل مهندسي الوثوقية في خمسينيات القرن العشرين لدراسة المشاكل التي يمكن أن تنشأ من التصنيع الخاطئ في المجال العسكري. عادة ما يستخدم تحليل نمط وآثار الإخفاق كخطوة أولى لدراسة موثوقية نظام ما. يتضمن ذلك مراجعة ما أمكن من مكونات وتشكيلات ونظم دونية لتحديد نمط الإخفاق وأسبابه وتأثيراته. تجري هذه العملية لكل مكون على حدة وتسجل النتائج في صحائف مخصصة لذلك، لنحصل بالنهاية على تحليل للجودة.
في بعض الأحيان توسّع هذه الأداة إلى "تحليل نمط وآثار وحرجية الإخفاق"، وذلك بإدخال مكون تحليل الحراجة بنهاية العملية.